# Genfest

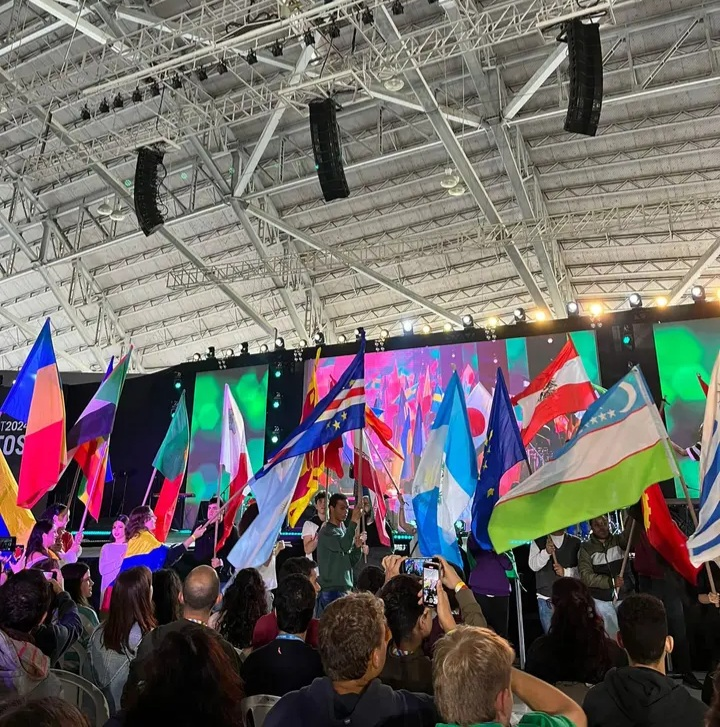
Giovani del Movimento Gen al GenFest 2024

Il Genfest è il raduno dei giovani aderenti o simpatizzanti del Movimento Gen nel quale si svolgono numerose attività, sia di intrattenimento (attraverso performance artistiche, teatrali e musicali), sia di multi-culturalità (legato al luogo dell'evento e alle nazioni partecipanti), sia di approfondimento del tema scelto come motto. La parola "Genfest" nasce dalla fusione delle parole "Gen", abbreviazione per "Generazione nuova" (i giovani del Movimento dei Focolari), e "Festival".

## Origini
La manifestazione nasce negli anni '70, quando Chiara Lubich, Presidente e fondatrice del Movimento dei Focolari, pensò di riunire in una "festa" tutti i ragazzi del neonato Movimento Gen. 
Il primo Genfest si tenne nel 1973 a Loppiano, in Toscana, vi parteciparono circa 8.000 giovani e il titolo fu: "Uomo mondo al di là di ogni barriera". 
Da ricordare, in particolare in questa edizione, l'esibizione della formazione originaria del gruppo musicale Gen Rosso.

## Le successive edizioni
Visto il successo dell'iniziativa, il Genfest verrà ripetuto ancora nel 1975, con la presenza di circa 20.000 giovani e del Papa Paolo VI, che si congederà dicendo "Nasce un mondo nuovo". 
Le attività in questo caso si svolsero all'interno del Palazzo dello Sport di Roma col titolo "L'unità è possibile".
Nel 1980, durante la Guerra Fredda, sempre a Roma, ma questa volta allo Stadio Flaminio, dove si riunirono in 40.000. Il titolo dell'edizione fu "Per il mondo unito".
Nell'edizione del 1985, che si svolge per la seconda volta al Palazzo dello Sport di Roma e che s'intitola "Molte vie per un mondo unito", nasce anche il Movimento Giovani per un Mondo Unito.
L'edizione del 1990 è incentrata sulla caduta del muro di Berlino, considerata un passo in avanti verso l'unità globale; il titolo della VII edizione è infatti: "Mondo unito - Ideale che si fa storia". Da ricordare in particolare, la visita di Giovanni Paolo II in quest'anno.
Nel 1995 per la prima volta la manifestazione viene trasmessa, attraverso collegamenti via satellite e via Internet, in tutto il mondo. Come nelle altre edizioni il titolo è esplicativo dell'evento: "Facciamo vedere il mondo unito".
Nel 2000, allo Stadio Flaminio di Roma si è svolta la settima edizione del Genfest, in concomitanza con la Giornata mondiale della gioventù.
Il Genfest 2012 si è tenuto per la prima volta fuori Italia, alla SportArena di Budapest, in Ungheria, con 12.000 partecipanti, e ha avuto come titolo "Let's bridge", in riferimento ai molteplici ponti caratteristici della capitale ungherese, che vengono utilizzati come metafora dei ponti da creare fra le molte culture e nazionalità.
Nel 2018, la nona edizione si è svolta nelle Filippine, al World Trade Center di Manila, con il titolo "Beyond all borders", in cui migliaia di giovani si sono trovati per cinque giorni di festeggiamenti e di incontri con esperti e professori da tutto il mondo. Questa edizione ha avuto grande risonanza nel Movimento Gen in quanto è stato il primo Genfest realizzato fuori dall'Europa ed in un momento in cui Daesh (ISIS) aveva occupato alcune delle isole filippine.

## Genfest 2024

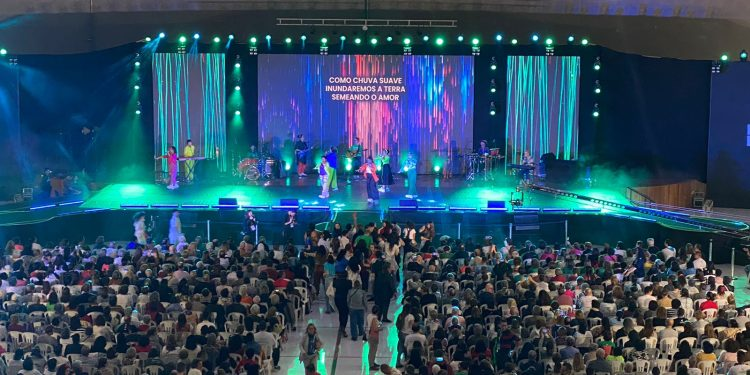
Apertura della giornata del 21 Luglio con il Gen Verde

Tra il 12 e il 24 Luglio 2024 ad Aparecida, in Brasile, si è svolta la decima edizione del Genfest, in un formato più lungo delle versioni precedenti e per la prima volta nelle Americhe con tema "Juntos para Cuidar", ovvero "Assieme per prenderci cura". L'evento è stato scomposto in tre parti, una prima di azione nella quale migliaia di giovani si sono divisi per tutta l'America Latina per vivere l'ideale di Chiara specialmente con le comunità e realtà brasiliane in Amazzonia, a Rio e nelle zone colpite dalla Tempesta del 3 novembre 2023 a San Paolo. Al termine oltre 5000 giovani partecipanti da 90 nazioni si sono riuniti  al centro eventi di Aparecida per 3 giorni di festa (collegati via streaming con 120 paesi) e 3 giorni dedicati all'approfondimento di temi sociali, culturali, artistici, politici ed economici con esperti, professori e professionisti da tutto il mondo.
In concomitanza con l'evento centrale in Brasile,  durante l'estate 37 Genfest locali o nazionali si sono svolti in tutto il mondo. In Italia si è svolto in varie città della Toscana, inclusa Loppiano, a Roma e a Lamezia Terme in Calabria.